# Jordröksväxter
Jordröksväxter (Fumariaceae) är en växtfamilj med 18 släkten och omkring 450 arter. De är blommande ettåriga och fleråriga örtväxter. De växer nästan överallt i norra halvklotets tempererade områden men kan även påträffas i bergsområden i södra Afrika.

## Systematik
Familjen delas in i ett antal underfamiljer och tribus.
- underfamilj Fumarioideae - de inre kronbladen är sammanväxta i spetsen och ett eller två av de yttre kronbladen har sporrar.
  - tribus Corydaleae
  - tribus Fumarieae
- underfamilj Hypecoidae - de inre kronbladen är fria och sporrar saknas.
- Wikimedia Commons har media som rör Jordröksväxter.